# 扬-克里斯蒂安·德雷森
扬-克里斯蒂安·德雷森（德語：Jan-Christian Dreesen，1967年9月4日—）是一位德国足球高管，自2023年5月27日起担任拜仁慕尼黑股份公司董事会主席。

## 职业生涯
德雷森是在前奥里希人民银行（Volksbank Aurich）开始自己的职业生涯。1995年，在完成银行职业培训期后，他开始在巴伐利亚联合银行担任顾问，并于2006年成为裕宝银行私人客户和私人银行业务的董事会成员。随着该银行被裕信银行收购，德雷森在被任命为执行委员会成员几周后便辞职了，之后于2008年成为瑞士大型银行瑞银集团的德国分行董事长，负责财富管理、投资银行业务和全球资产管理部门，继而又加入巴伐利亚银行董事会，负责企业银行业务。
2013年2月，德雷森接替卡尔·霍普夫纳担任拜仁慕尼黑股份公司的财务总监，并于2014年2月被任命为执行董事会副主席。他被视为该公司历史上经济最成功的十年中的重要人物。自2016年起，德雷森也一直兼任德国足球联赛协会的执行委员会委员。随着奥利弗·卡恩和哈桑·萨利哈米季奇的离去，德雷森应拜仁慕尼黑足球俱乐部的要求决定拒绝接任德国职业足球联盟总经理一职，并于2023年5月27日接任拜仁慕尼黑股份公司董事会主席（接替自2021年起担任主席的奥利弗·卡恩）。前两者是在2022-23赛季德甲的最后一轮比赛（拜仁慕尼黑赢得第33个德国足球冠军）前，因赛季表现不佳而遭解雇的。

## 私人生活
德雷森已婚，并育有两个儿子。除此之外，他还热衷于打猎。在2017年9月底在奥地利的一次狩猎事故中，他失去了左手的食指。